# Cheapy

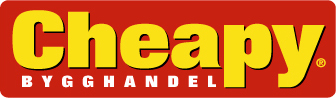

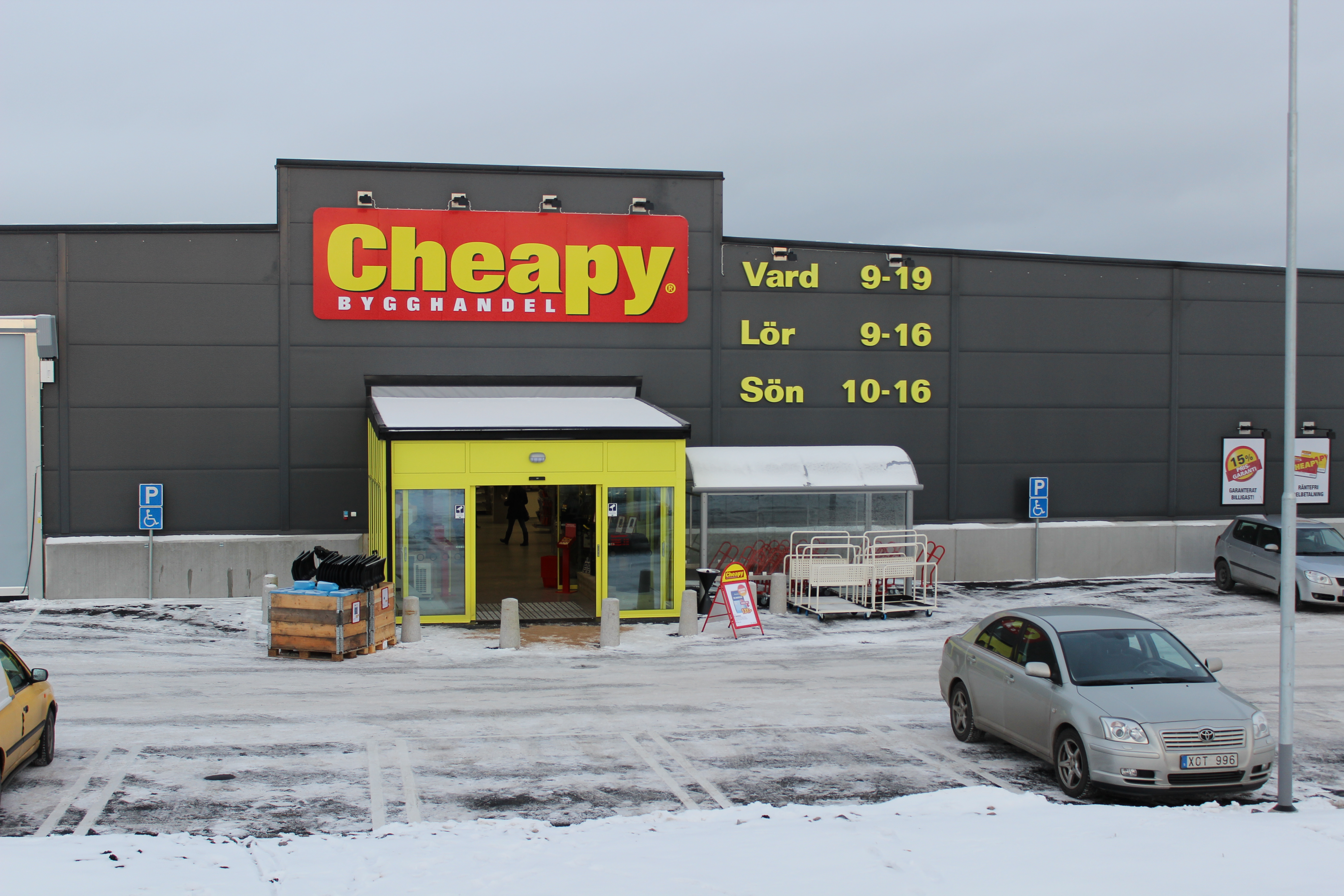
Cheapy bygghandel i Alingsås, januari 2000

Cheapy bygghandel var en byggvaruhandelskedja med 31 byggbutiker i Sverige. I mars 2014 meddelades att Cheapy skulle avvecklas på grund av bristande lönsamhet. De butiker som ej stängdes togs över av systerföretaget Beijer Bygg.
Den 17 oktober 2002 öppnades kedjans första butik, i Kristianstad och som mest hade de butiker på 31 orter.
Cheapy hade som affärsidé att på ett mer effektivt sätt köpa in och distribuera varor så att slutkunden - konsumenten - alltid får mest valuta för pengarna. Med små butiker och ett väl anpassat sortiment av byggmaterial vände de sig till prismedvetna gör-det-självare som vill ha produkter med hög kvalitet till marknadens lägsta priser. 
Företaget ägdes av danska DT Group A/S som i sin tur ägs av engelska Wolseley. 
Cheapys huvudkontor fanns i Ängelholm med verksamhetschefen i spetsen. Härifrån sköttes alla inköp, bokföringen, logistik, nyetableringar, e-handel och marknadsföring.